# Valentina y Natalia
Valentina y Natalia: Novela epistolar es una novela epistolar autobiográfica del escritor y periodista boliviano Ignacio Vera de Rada, que se publicó en 2018 y que lleva un prólogo del periodista, político y expresidente de Bolivia Carlos Mesa.
El protagonista de la novela, Jacob, es un joven de un carácter taciturno y pasional que se enamora intensamente de dos mujeres, primero de Valentina Caviedes (en la primera parte del libro) y luego de Natalia Barragán (en la segunda parte). Si bien Jacob logra suscitar el interés de ambas, no puede ver realizados con ninguna de ellas sus ideales eróticos ni sus sentimientos amatorios. Al final de la historia, cae en un precipicio de desilusiones y termina quitándose la vida.
Se trata de la primera novela de Vera de Rada. Se publicó por primera vez en mayo de 2018 en Madrid, bajo el sello de la editorial española Lacre (colección Autores Imprescindibles), y la segunda edición se publicó ese mismo año, en agosto, durante la Feria Internacional del Libro de La Paz, y estuvo a cargo de Plural editores.

## Estructura y argumento
La novela se presenta como una sucesión de epístolas escritas por Jacob, el personaje principal, a su mejor amigo y condiscípulo, llamado Federico, y consta de dos partes. En la primera, Jacob es un adolescente de dieciséis años que narra a Federico que conoció en el colegio a una hermosa niña de catorce años llamada Valentina Caviedes, de quien se enamora al instante. Las descripciones de su amor corren parejas a las del colegio, la ciudad (La Paz) y su familia. No solo se relatan las pasiones que Valentina desata en Jacob, sino también las preocupaciones intelectuales y otro tipo de reflexiones e inquietudes espirituales que embargan al adolescente. La narración llega a un clímax cuando ambos adolescentes llegan a besarse y confesarse sus sentimientos. No obstante, después ella parte a un viaje a Estados Unidos y el amor de Jacob por Valentina y los coqueteos de ella hacia él terminan siendo solo un amor platónico e idealizado.
La segunda parte de la novela comienza cuando Jacob, ya de veintitrés años, es requerido para trabajar en un museo de arte pictórico y escultórico. Ahí conoce a Natalia Barragán, una joven de treinta años de una hermosura deslumbrante y una viva inteligencia. En los primeros días de trabajo, Jacob se enamora perdidamente de ella y, aunque tímidamente, trata de galantearla, para luego caer en cuenta de que Natalia ya está comprometida con alguien. En la última parte del libro, las cartas a Federico van tornándose más apasionadas y melancólicas; el tedio y el no saber a qué dedicarse profesionalmente van minando la estabilidad emocional del protagonista, hasta que al final le confiesa que ya no tiene ganas de seguir viviendo una existencia vacía y solitaria.
En todo el transcurso de la novela, y de manera paralela, las cartas también alternan con alusiones a la biografía del narrador, a sus intereses intelectuales y artísticos, a la formación que recibió en su hogar, al recuerdo que guarda de su hermano fallecido (Alejandro), al amor que siente por la naturaleza y las montañas que rodean la ciudad, a su amistad con otras personas (con Fernando Soriano y Roberto Urdininea) y a sus luchas y dudas espirituales.
El lenguaje de la novela es barroco, patético y muy similar al que se utilizaba en la narrativa del siglo XVIII, durante el Romanticismo alemán.

## Recepción
En uno de sus últimos textos de prensa, publicado en julio de 2018 en el suplemento cultural Tendencias del periódico La Razón, el poeta y diplomático boliviano Armando Soriano Badani se refirió a la novela de esta forma: «Algunas de las cartas están saturadas de sus meditaciones sobre la religión y sus alcances divinos, del misticismo y la filosofía, así como de sus esfuerzos personales por acudir a las lecturas y libros atenientes a esos temas». En el prólogo de Carlos Mesa se puede leer: «Ignacio Vera de Rada ha decidido en esta novela hacer una apuesta que, en el contexto de este siglo vertiginoso en que vivimos, parece una locura, la de recuperar los elementos esenciales de la literatura de otro tiempo».
También comentó la novela en la prensa Rolando Diez de Medina, hijo del escritor y periodista Fernando Diez de Medina.